# Carex werdermannii
Espèce
Classification phylogénétique
Carex werdermannii est une espèce de plantes du genre Carex et de la famille des Cyperaceae.